# Ethadophis byrnei
Ethadophis byrnei är en fiskart som beskrevs av Richard H. Rosenblatt och Mccosker, 1970. Ethadophis byrnei ingår i släktet Ethadophis och familjen Ophichthidae. IUCN kategoriserar arten globalt som otillräckligt studerad. Inga underarter finns listade i Catalogue of Life.